# غشية العذراء

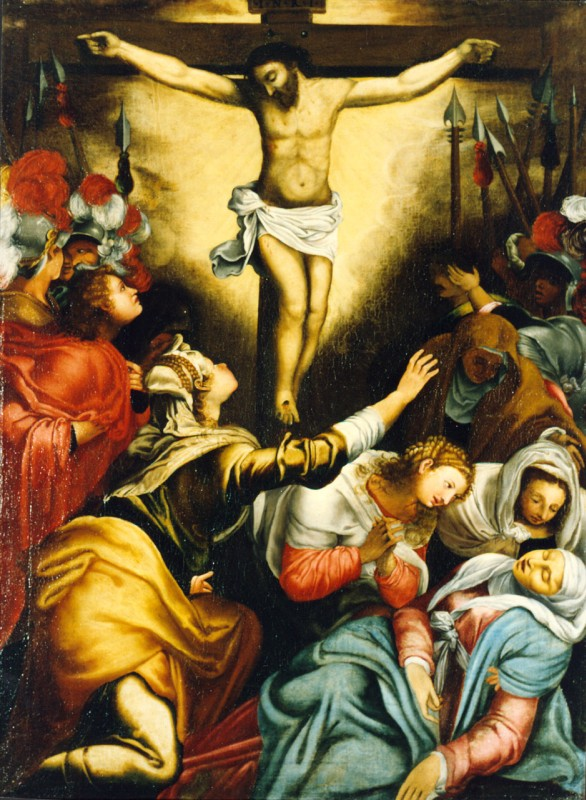
لحظة إغماء العذراء عند الصلب - نسخة من لوحة تاديو زكاري

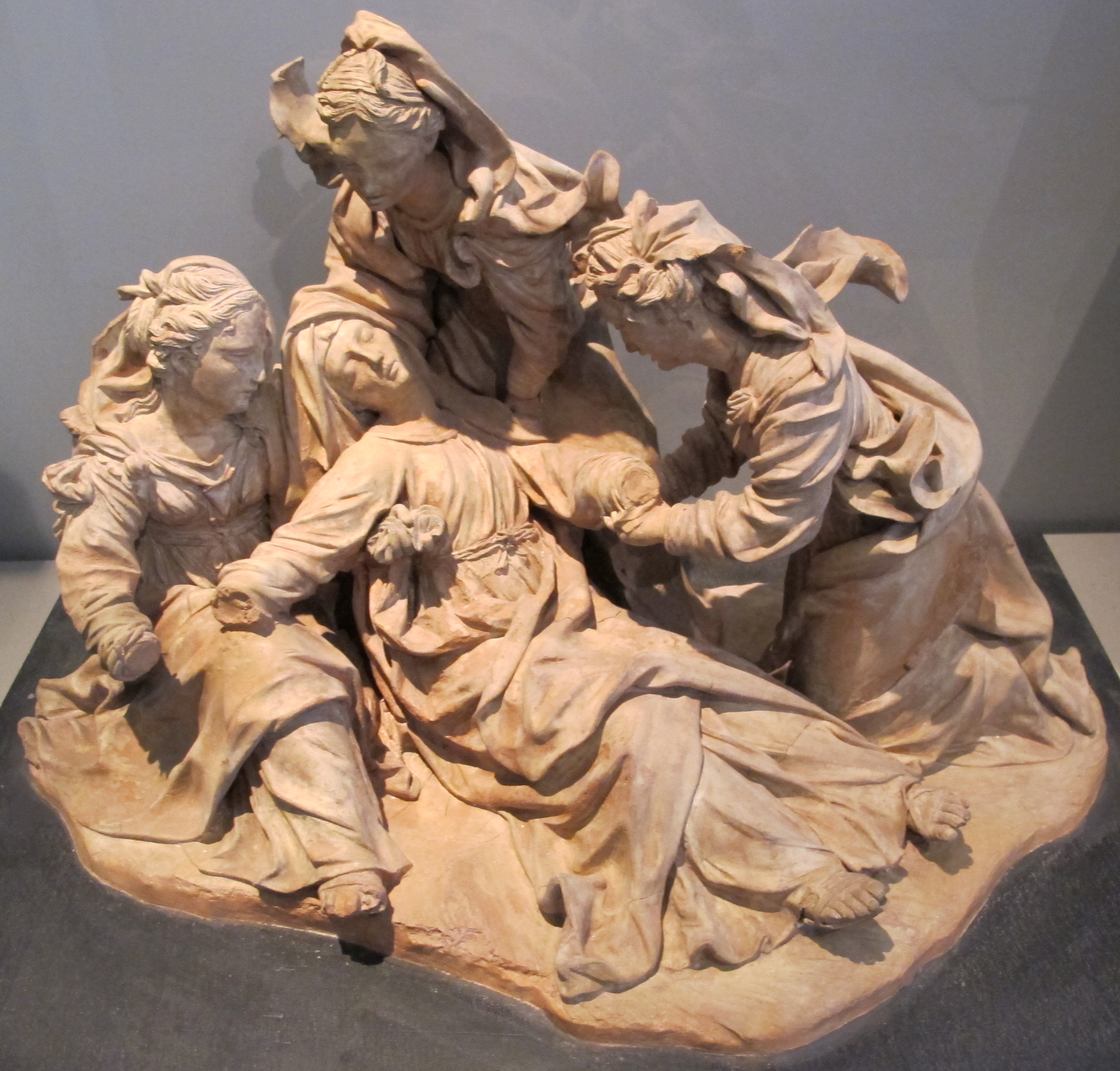
تمثال من طين نضيج، أنطونيو بيغاريلي، تقريبا. 1530

هبطة الصليب تقريبا. 1435 روجير فان دير وايدن. متحف ديل برادو

كانت غشية العذراء، (بالإيطالية: Lo Spasimo della Vergine)‏، أو إغماءة مريم العذراء فكرة وضعت في أواخر العصور الوسطى، مفادها أن مريم العذراء قد أغمي عليها خلال آلام المسيح، وغالبا ما تحدث حين شاهدت صلب يسوع. وقد استند ذلك إلى ما ورد في نصوص لاحقة من الإنجيل الملفق Acta Pilati، الذي يصف إغماءة مريم العذراء. كانت شائعًا في الأدب اللاهوتي والفن في العصور الوسطى في وقت لاحق، ولكن نظرًا لعدم ذكر تلك الحالة في الأناجيل الكنسية، فقد أصبحت مثيرة للجدل - حيث رفضها البروتستانت تمامًا، ومنذ القرن السادس عشر جرى تثبيطها أيضًا على يد العديد من كبار رجال الكنيسة الكاثوليكية.
من المعتقد أنّ الغشية وضعت أثناء مرحلة حمل المسيح للصليب، كما هو الحال في طريق الآلام في القدس، ولكن يشيع وضعها أيضًا أثناء صلب المسيح؛ يقدر نيكولاس بيني أن «حوالي نصف اللوحات الباقية من صلب المسيح والتي تم رسمها بين 1300 و 1500 تشمل إغماءة العذراء». ظهرت أيضًا في الأعمال التي تُظهر ترسب المسيح من على الصليب وقبر القبر، بالإضافة إلى حداثة القرن الخامس عشر للمسيح الذي أخذ إجازة من والدته.

## الكنائس
تسمى عدد من الكنائس باسم الغشية، ويذكر منها:
- سانتا ماريا ديلو سباسيمو، باليرمو، صقلية
- سانتا ماريا ديلو سباسيمو، مودوجنو، باري
- بياتا فيرجين ديلو سباسيمو، سيريا، مقاطعة فيرونا
- مادونا ديلو سباسيمو، بيرغامو

## معرض

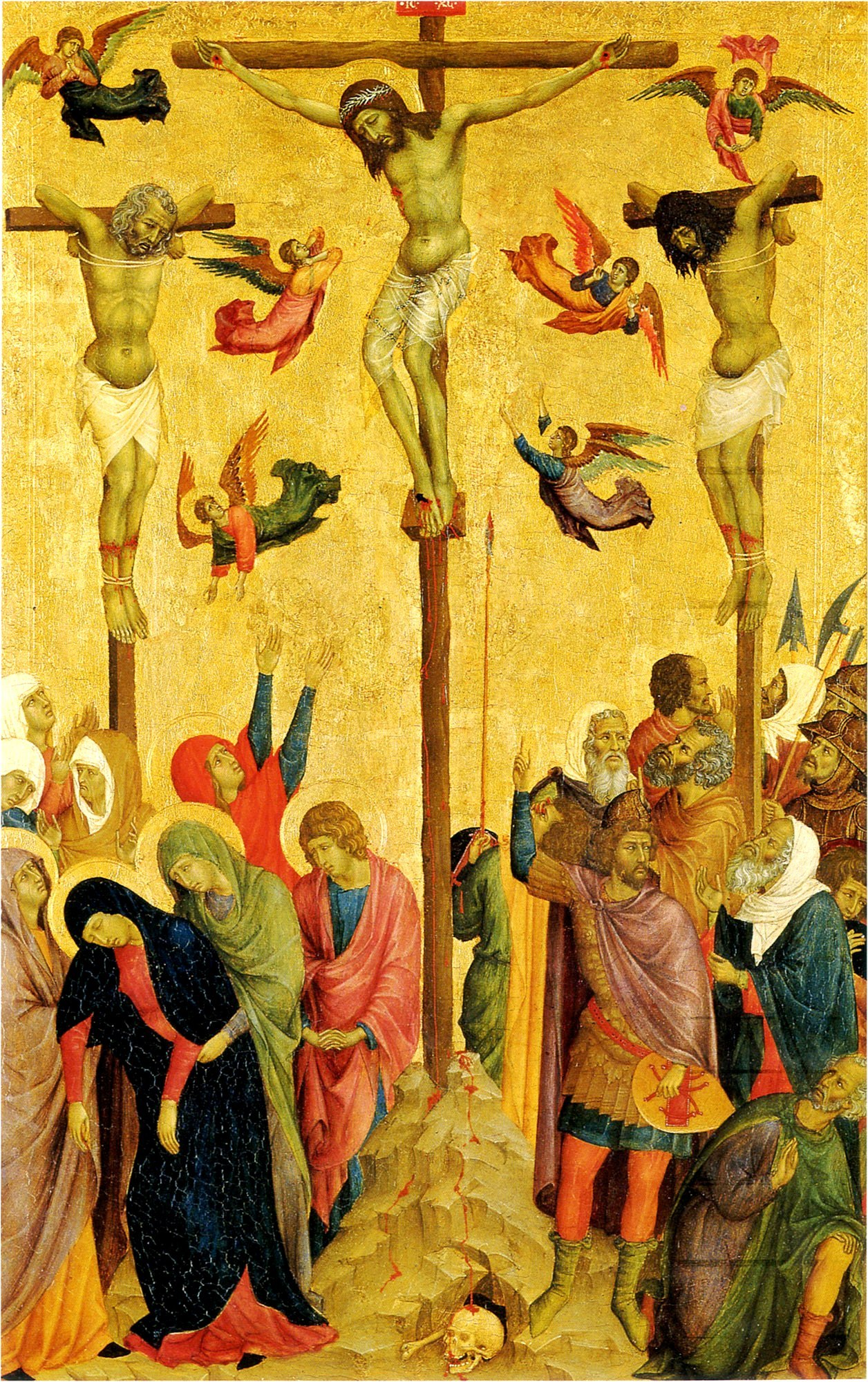
الإيطالية ، ج. 1320
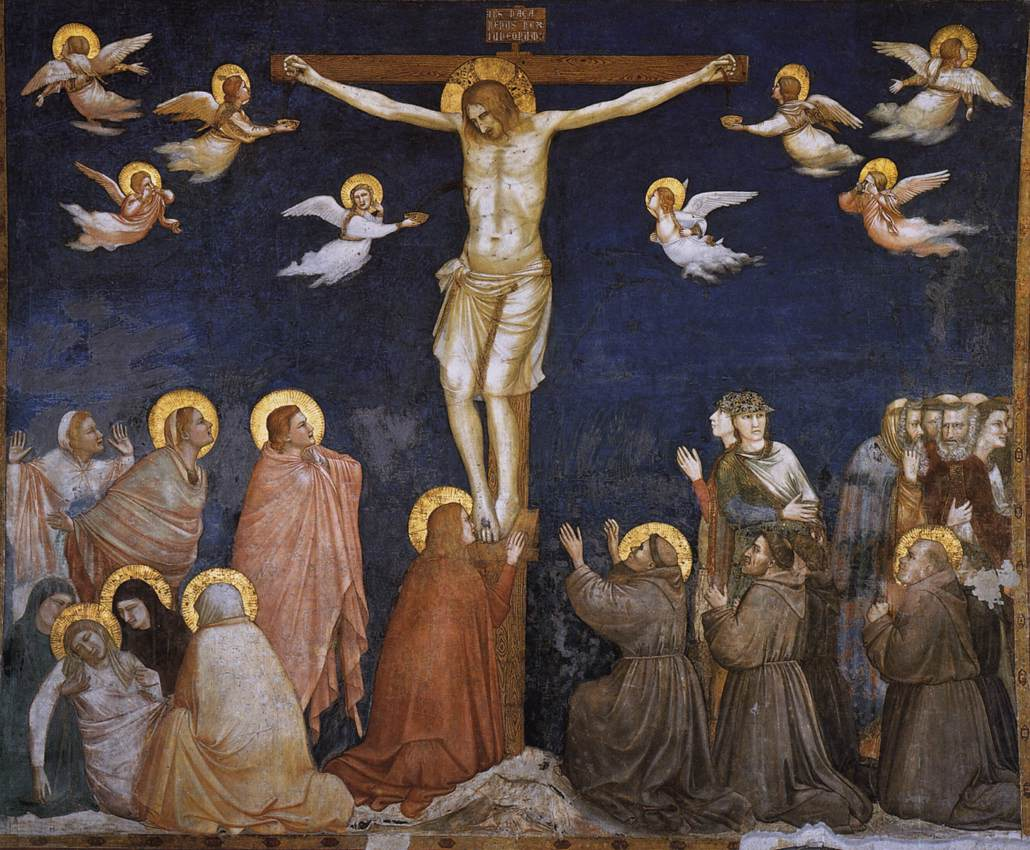
الكنيسة السفلى ، بازيليك القديس فرانشيسكو دي أسيزي ، أسيزي
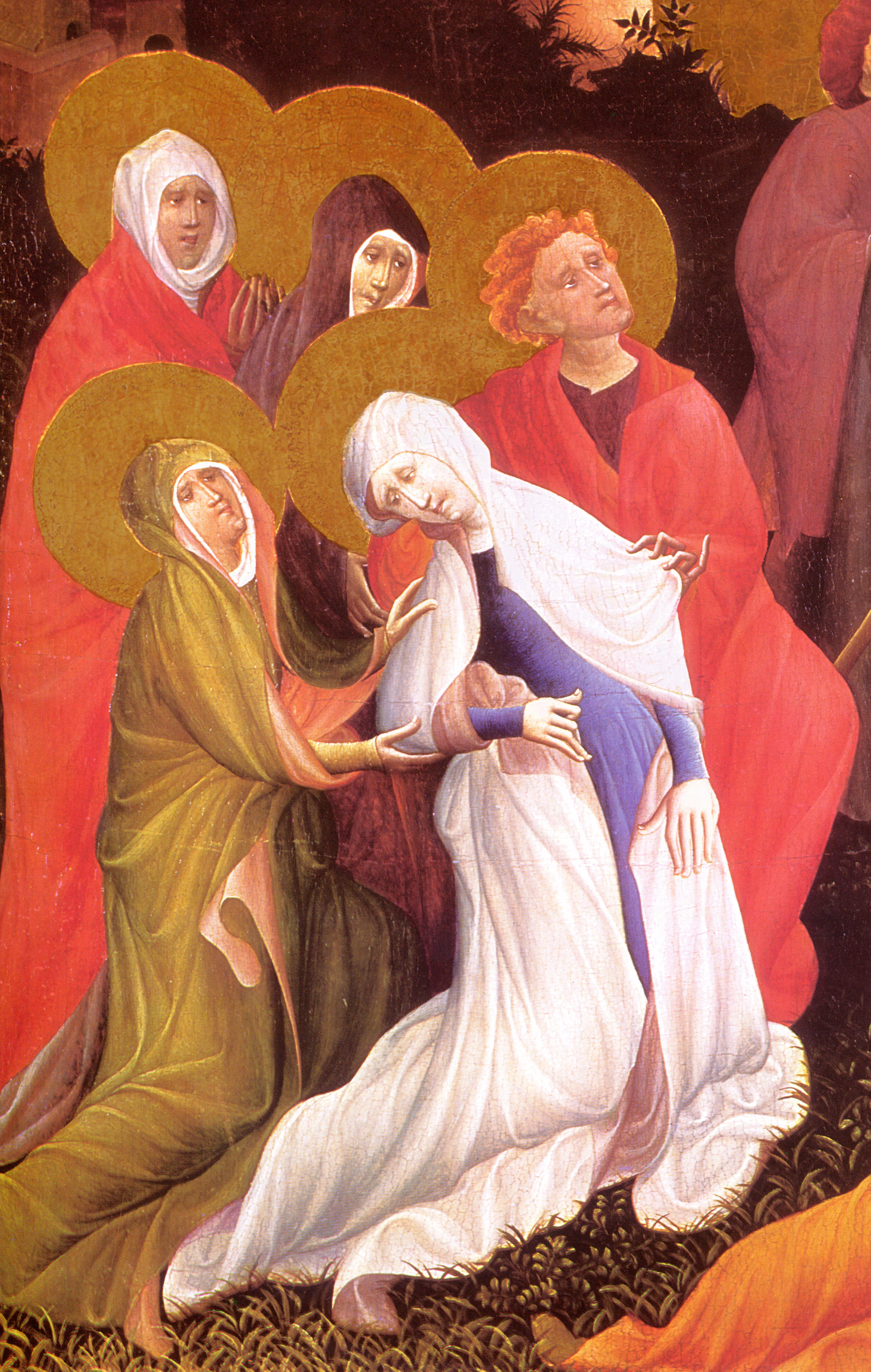
Marienkirche ، تفاصيل من Berswordt-Altar
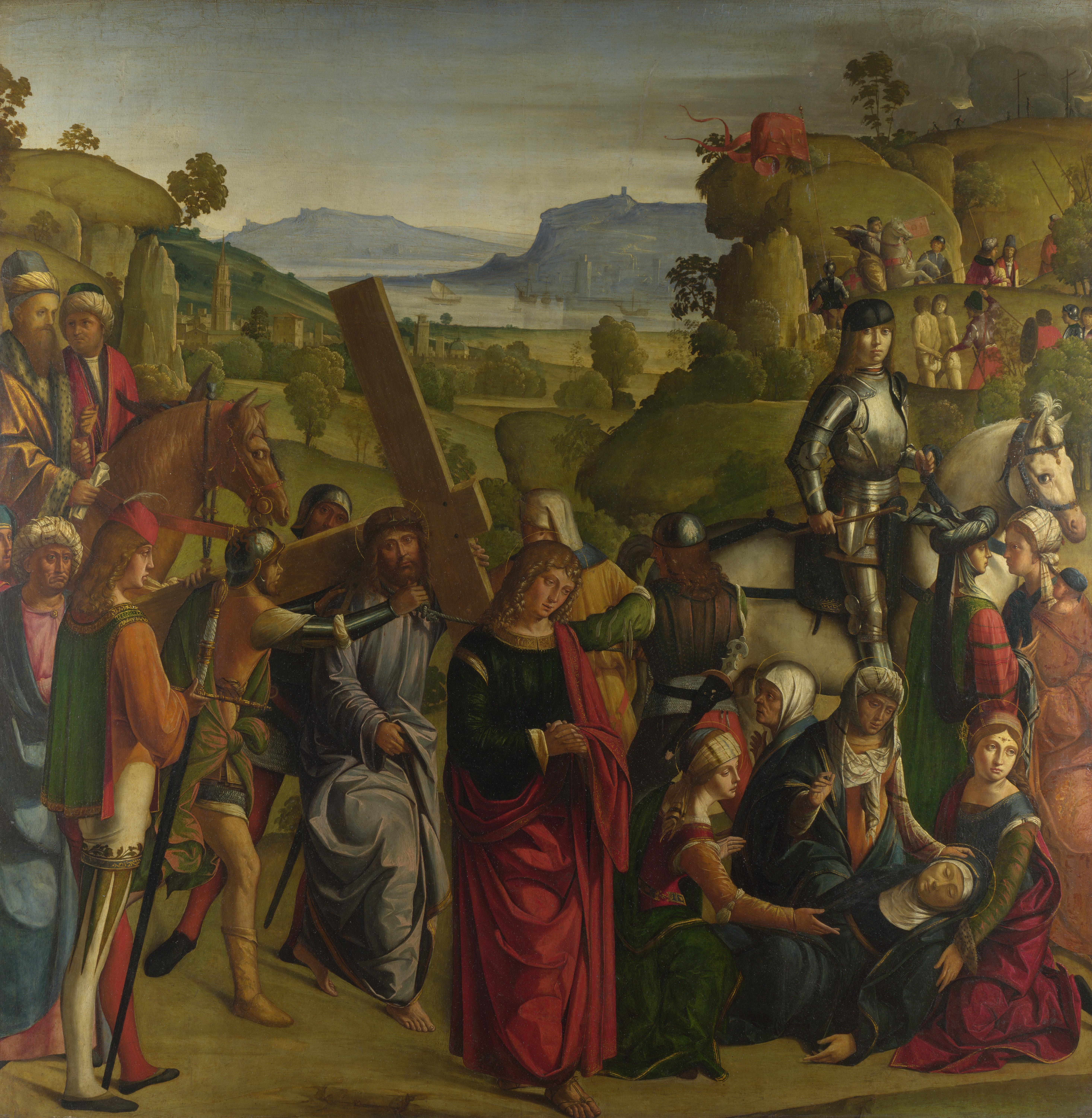
بوكاتشيو بوكاتشينو  [لغات أخرى]‏ ، المسيح يحمل الصليب  [لغات أخرى]‏ (المعرض الوطني ، لندن)
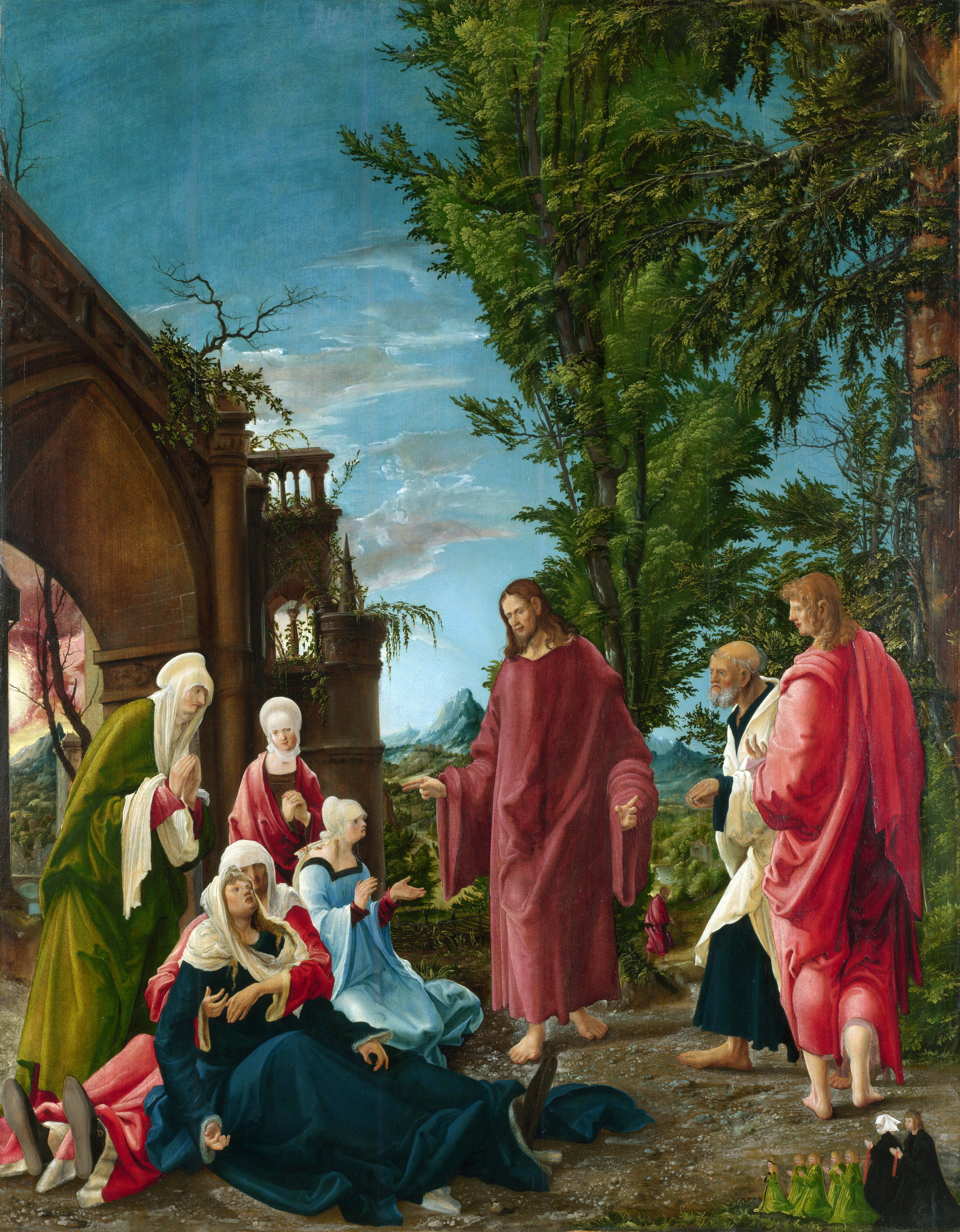
السيد المسيح يأخذ إجازة من والدته  [لغات أخرى]‏ ألبريشت التدورفر ج. 1520
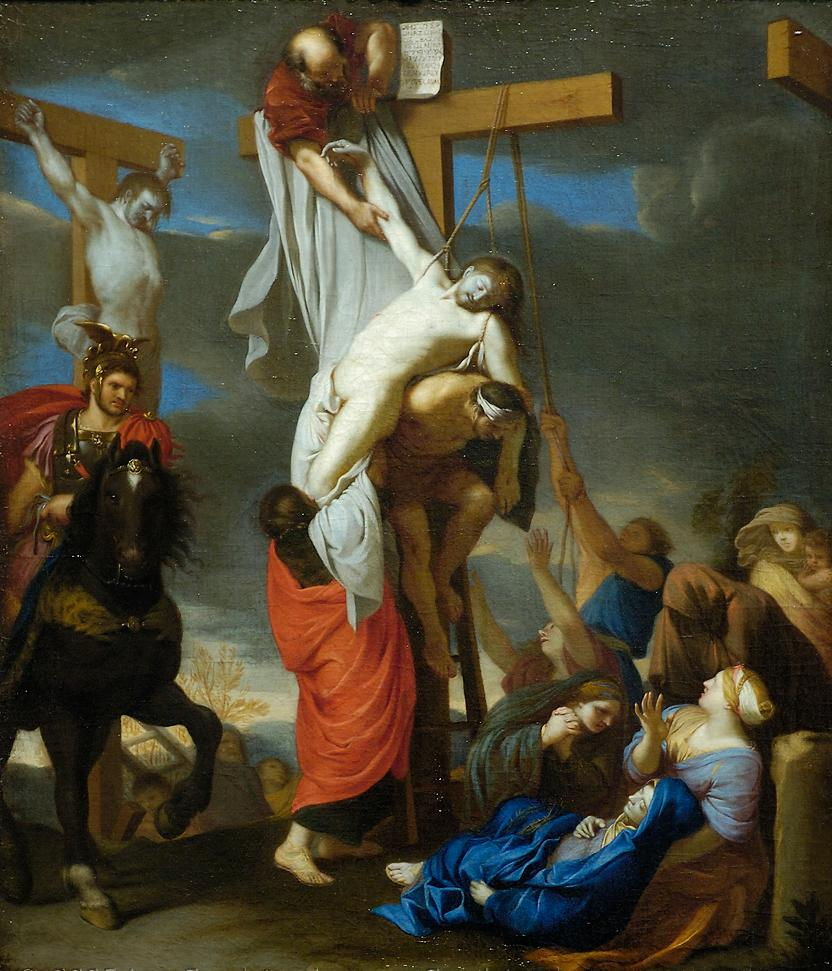
شارل لوبران ، النسب من الصليب
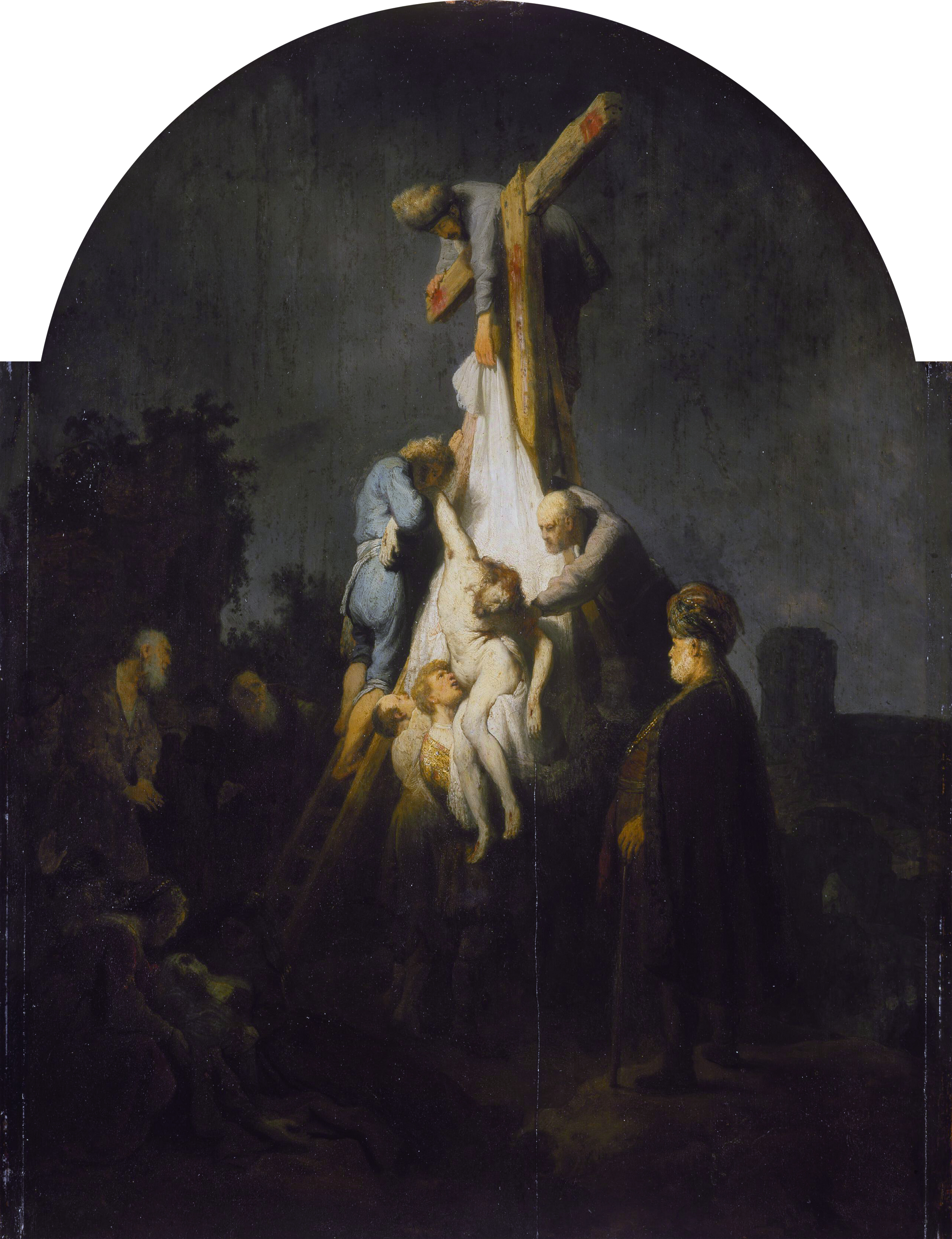
رامبرانت ، النسب من الصليب ، ١٦٣٢-٣٣ مع تصوير أسفل إلى الأرض (أسفل اليسار)
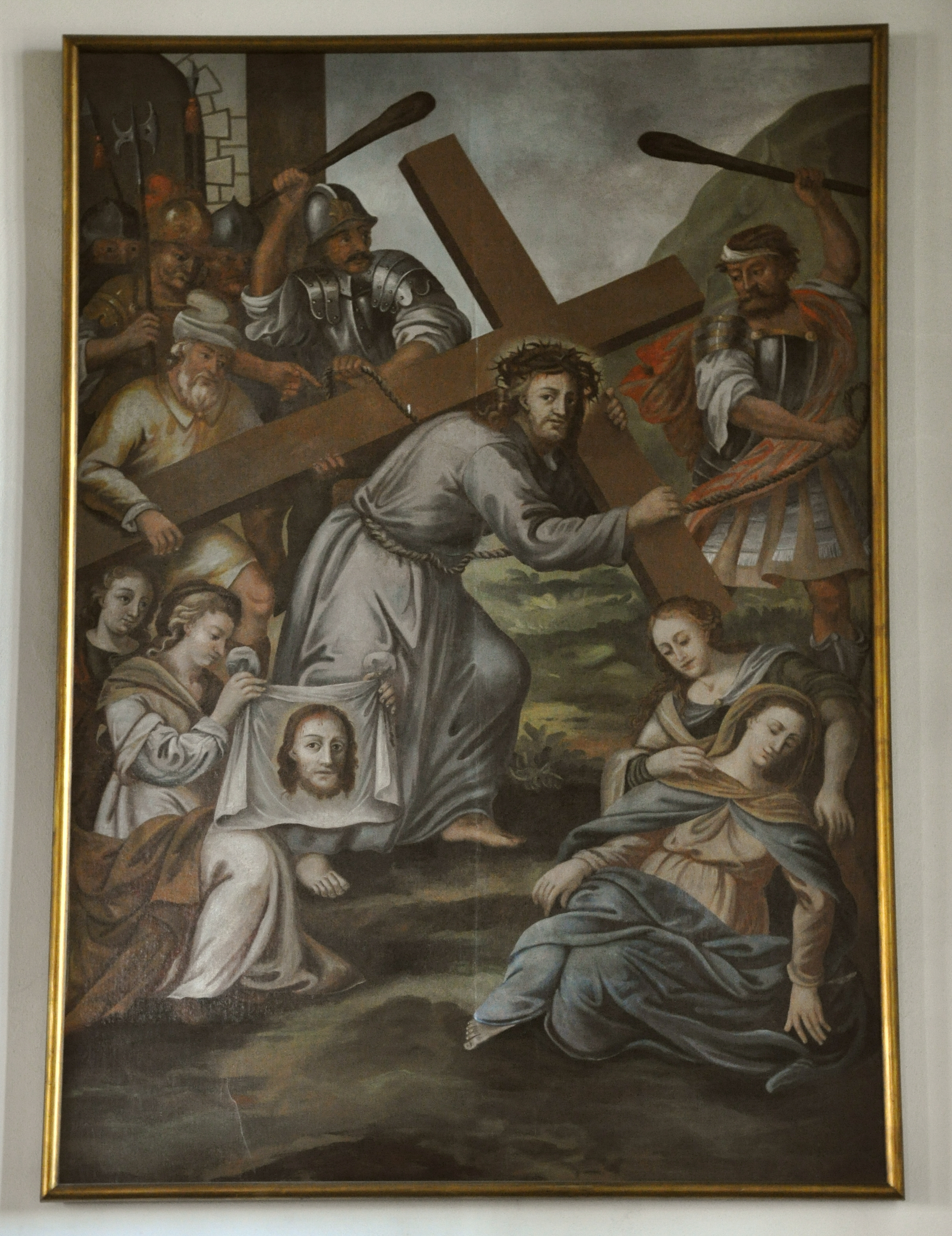
في المسيح يحمل الصليب  [لغات أخرى]‏ ، من كنيسة في جنوب ألمانيا